# بولرو سنتر
بولرو سنتر (به انگلیسی: Booleroo Centre) یک منطقهٔ مسکونی در استرالیا است که در استرالیای جنوبی واقع شده‌است.